# Eduard Heger
Eduard Heger (ur. 3 maja 1976 w Bratysławie) – słowacki polityk, menedżer i działacz społeczny, poseł do Rady Narodowej, w latach 2020–2021 wicepremier i minister finansów, od 2021 do 2023 premier Słowacji.

## Życiorys
Ukończył studia na wydziale handlu Uniwersytetu Ekonomicznego w Bratysławie, po czym pracował jako menedżer. W wieku 23 lat, po śmierci ojca, zaczął działać w środowiskach religijnych. Zaangażował się w działalność charyzmatycznej wspólnoty chrześcijańskiej Martindom działającej przy katedrze św. Marcina w Bratysławie.
Dołączył do ugrupowania Zwyczajni Ludzie. W wyborach w 2016 uzyskał po raz pierwszy mandat deputowanego do Rady Narodowej. W 2020 z powodzeniem ubiegał się o poselską reelekcję. W marcu 2020 został wicepremierem oraz ministrem finansów w nowo powołanym rządzie Igora Matoviča.
W marcu 2021 doszło do kryzysu koalicyjnego, w trakcie którego sześciu członków rządu podało się do dymisji. 28 marca Igor Matovič zadeklarował swoją rezygnację i jednocześnie poparcie dla urzędującego ministra finansów jako nowego premiera. 30 marca Eduard Heger został desygnowany na ten urząd. Stanowisko premiera objął 1 kwietnia 2021, gdy zaprzysiężono członków jego gabinetu.
15 grudnia 2022 Rada Narodowa przegłosowała wobec jego rządu wotum nieufności; na wrzesień 2023 rozpisano następnie przedterminowe wybory. W marcu 2023 Eduard Heger opuścił OĽaNO, po czym został przewodniczącym ugrupowania Demokraci. 7 maja 2023, po dymisjach złożonych przed dwóch ministrów, ogłosił swoją rezygnację z funkcji premiera. Jego gabinet urzędował do 15 maja 2023, kiedy to zaprzysiężony został techniczny rząd, na czele którego stanął Ľudovít Ódor. W wyborach w tym samym roku Demokraci nie uzyskali poselskiej reprezentacji. W grudniu 2023 na funkcji przewodniczącego partii zastąpił go Jaroslav Naď.

## Odznaczenia
- Order „Za zasługi” I stopnia (Ukraina, 2021)[19]

## Życie prywatne
Żonaty z Lucią, ma czworo dzieci.